# 蒂进
伊萨克·蒂进（荷蘭語：Isaac Titsingh，1745年1月10日—1812年2月2日），又译为德胜、铁俊甫，是一名荷兰外科医生、学者、商人与大使。在东亚的漫长职业生涯中，蒂进是荷兰东印度公司（Vereenigde Oostindische Compagnie，简称作VOC，含义为“联合东印度公司”）的一名高级官员。他是欧洲在亚洲贸易公司与江戶幕府日本进行官方接触的全权代表。他曾两次前往江户，以与幕府将军及其他高级幕府官员沟通。他是荷兰与荷兰东印度公司在孟加拉钦苏拉（Chinsura）的总督。蒂进与他的搭档查尔斯·康沃利斯相互合作，后者是时任英国东印度公司的总督。1795年，就在乾隆庆祝登基60周年之前，蒂进代表荷兰及荷兰东印度公司的利益访问中国，并受到了乾隆帝的接见；与之相反的是，早先一年访问中国的英国大使却遭到了冷遇。在中国，蒂进在担任荷兰东印度公司贸易代表的同时，也有效地为自己的国家行使了驻华大使的职责。

## 日本（1779年－1784年）

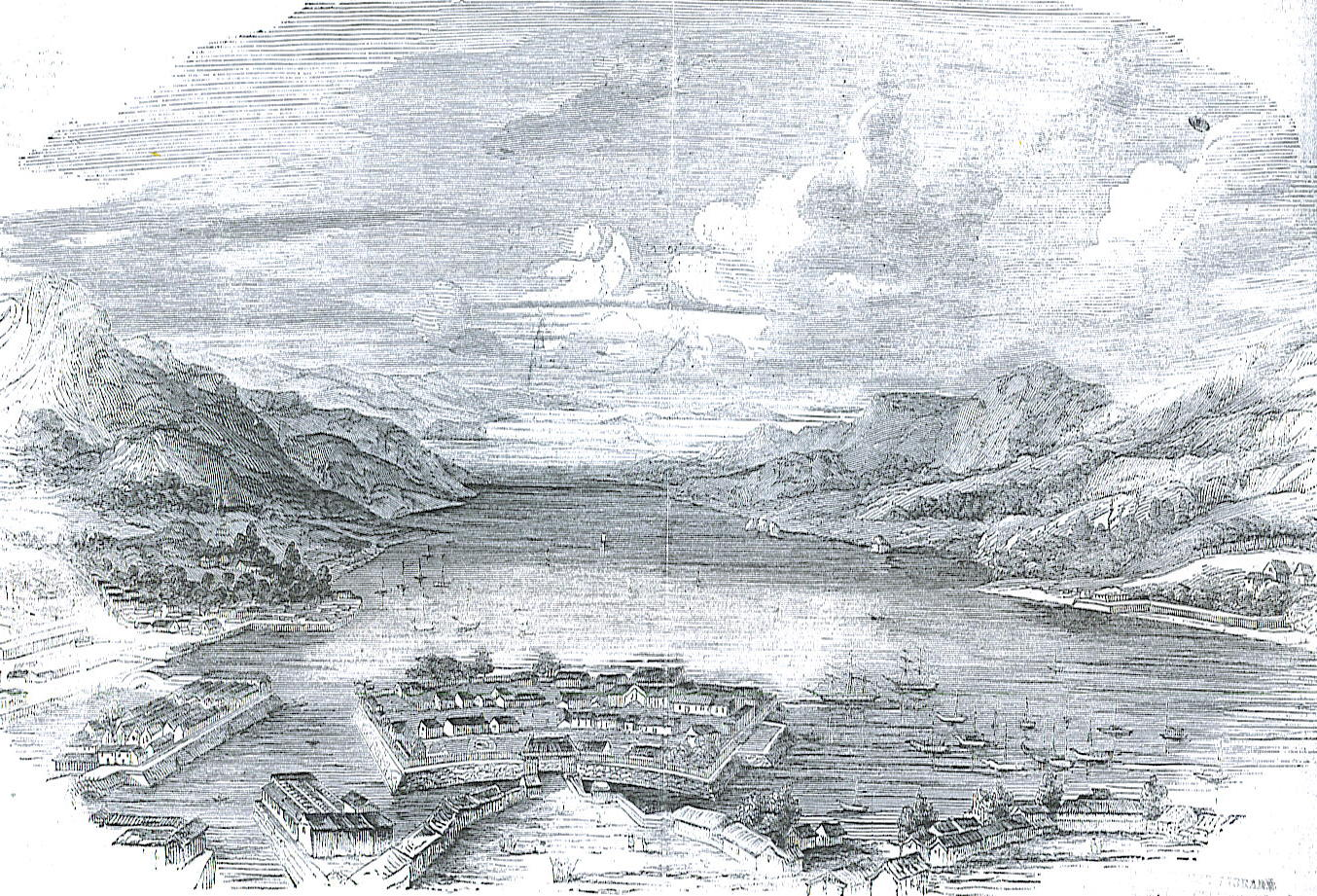
原文：「日本長崎與海灣 -- 唯一開放給外國貿易的港口」（1853年3月26日倫敦新聞）

蒂进在1779年-80年、81年-83年及84年在日本擔任當時日本唯一允許貿易的荷蘭商館負責人，在當時的地位與日本的大名並列，他每年都會前往江戶覲見將軍。在一次機遇下， 蒂进與幕府家臣及 蘭學者在江戶會面以及以覲見幕府將軍德川家治。

## 印度（1785年－1792年）
1785年，蒂进被任命为荷兰东印度公司在孟加拉钦苏拉的总督。钦苏拉位于恒河的支流胡格利河畔，加尔各答的上游。

## 巴达维亚（1792年－1793年）
蒂进回到巴达维亚（如今的印度尼西亚雅加达），起初担任司库，后来成为海事官员。

## 中国（1794年－1795年）

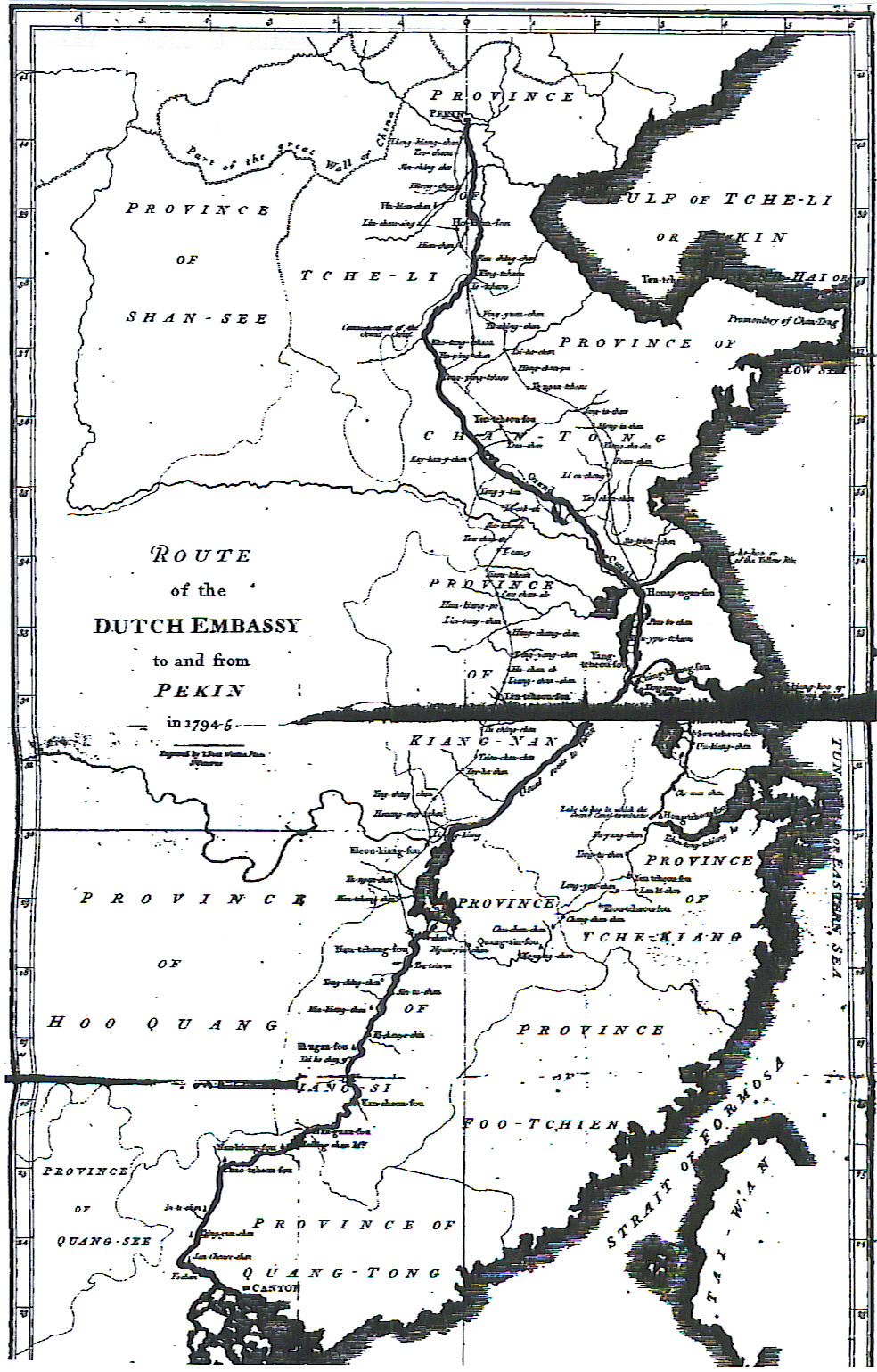
1794-1795年间蒂进使团路线图

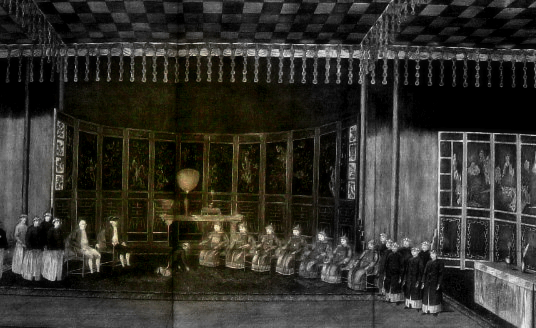
左侧戴帽坐姿的欧洲人装扮者为伊萨克·蒂进

蒂进被任命为驻华荷兰大使，前往大清帝国的首都北京，以参与乾隆帝的登基六十周年庆典。蒂进代表团的成员包括范罢览与小德金（Chrétien-Louis-Joseph de Guignes），有关此次遣华使团的互补记录在美国与欧洲均有出版。
隆冬季节，蒂进从广州艰难地跋涉到了北京，这让他窥视到了此前从未对欧洲人开放的中国内地一隅，他的使团在新年庆典之时及时赶到了北京。按照中国的标准，蒂进与他的代表团在紫禁城和圆明园受到了罕见的尊重和礼遇。不同于上一年乔治·马戛尔尼率领英国使团所遭受到的失败，蒂进为符合复杂的皇宫礼节而作出了相当的努力——包括向皇帝磕头。蒂进的使团，是19世纪鸦片战争爆发前，出现在中国皇宫的最后一支欧洲使团。

### 參看
- 皇家学会 -- 1797年，蒂进被选为学会会员。他和其它会员的任命文件在皇家学会网站有存档。[永久]